# Diccionario de Google
El Diccionario de Google es un servicio de Google. Era una parte del Traductor de Google. En el pasado era un servicio independiente. 
Este diccionario multilingüe servía para 22 idiomas: Inglés, francés, alemán, italiano, coreano, español, ruso, chino (tradicional), chino (simplificado), portugués, hindi, neerlandés, finés, hebreo, checo, griego, búlgaro, croata, serbio, tailandés, árabe y esloveno,
Google cerró el servicio el 18 de agosto del 2020 debido a que tradujo todas las palabras existentes hasta esa fecha.